# Laguna del río Guayaquil, Ecuador (Louis Rémy Mignot)
Laguna del río Guayaquil, Ecuador, o Mañana en los Andes, en su título original en inglés Lagoon of the Guayaquil River, Ecuador, or Morning in the Andes , es un lienzo de Louis Rémy Mignot, un pintor estadounidense de ascendencia francesa, cuyas obras se asocian con la Escuela del río Hudson.

## Introducción
La única ocasión en que Mignot estuvo en la zona intertropical fue en 1857, cuando viajó a Ecuador en compañía de Frederic Edwin Church. Partieron de Nueva York  y desembarcaron en Aspinwall (actual Colón). Cruzaron el Istmo de Panamá probablemente por el nuevo Ferrocarril de Panamá, y tomaron un barco de vapor en Ciudad de Panamá, que los desembarcó en Guayaquil el 23 de mayo. Según parece, pasaron unos días allí, realizando croquis y esbozos, tanto de las columnatas del centro de la ciudad como las tierras bajas circundantes, antes de comenzar su viaje aguas arriba del río Guayas (en este lienzo, erróneamente llamado "río Guayaquil"). A finales de mayo estaban en Quito, pero su destino era el borde de la Cordillera de los Andes.
Durante el viaje, Mignot hizo bocetos y  de diversas lagunas y humedales, que en su estudio de Nueva York dio lugar a varias obras, representando extensiones abiertas, llenas de la melancolía del amanecer o el atardecer. El lienzo actual, aunque ahora se conoce como la "Laguna del río Guayaquil", no parece representar las tierras bajas costeras o interiores, sino más bien un lugar adyacente a las cordilleras, similar a la que inspiró El corazón de los Andes de Frederic E.Church. De hecho, parece más apropiado para esta obra de Mignot su otro título "Mañana en los Andes", porqué el paisaje se asocia más fácilmente con la región andina central de Riobamba.

## Análisis de la obra
• Pintura al óleo sobre lienzo; año 1863; 61,6 x 96,5 cm.; Instituto de Artes de Detroit, Detroit .
• Firmado y fechado, abajo a la izquierda: "I.M (monograma)1863"
Aunque el tema es muy similar al de la obra mencionada de Church, la pintura de Mignot revela un carácter y estilo muy diferente. Por un lado, Church pintó el panorama andino bajo una clara luz del mediodía, mientras que Mignot lo representó al amanecer, con los contornos desdibujados por la niebla matinal. Por otro lado, Church representó cada roca y cada planta con una claridad casi científica, mientras que Mignot -a través del poder emotivo del color- da una imagen de la variedad y fertilidad de la naturaleza tropical, sin tener que especificar cada especie de flora y de fauna.
Con sus contornos suavemente borrosos y su amplia pincelada, la imagen de Mignot parece revelar la esencia del lugar, y también tiene un aire de misterio tropical. Mignot muestra una audacia cromática inigualada en la pintura de paisajes estadounidenses de ese período. Esta sensibilidad al color es evidente en la aplicación segura pero sutil de un amplio espectro de tonos. En primer plano, la vegetación se representa en verdes claros, mientras que las montañas del fondo están bañadas por una niebla púrpura-rosada.